# Asignatura
En la educación superior en varios países, una asignatura o curso es una materia de estudio o una unidad de enseñanza que generalmente dura un período académico, está dirigida por uno o más instructores (maestros o profesores) y tiene una lista fija de estudiantes. 
Es generalmente un tema individual. Los estudiantes pueden recibir una calificación y un crédito académico después de completar el curso.
Las carreras universitarias suelen requerir cursar varias asignaturas, la mayoría de ellas obligatorias y algunas de ellas opcionales, las cuales conforman el pensum académico.
En India, Reino Unido, Australia y Singapur, así como en partes de Canadá, un curso es todo el programa de estudios requerido para completar un título universitario, y la palabra "unidad" o "módulo" se usaría para referirse a un académico Por supuesto, como se hace referencia en otras partes del mundo, por ejemplo, América del Norte y el resto de Europa.
En Sudáfrica, un curso oficialmente es la colección de todos los cursos (en el sentido estadounidense, estos a menudo se llaman "módulos") durante un año o semestre, aunque el uso estadounidense es común. En las Filipinas, un curso puede ser una asignatura individual (generalmente referida por profesores y funcionarios escolares) o el programa completo (generalmente referido por estudiantes y externos).
Los cursos tienen un límite de tiempo en la mayoría de las universidades de todo el mundo, con una duración de varias semanas a varios semestres. Pueden ser material obligatorio o "electivo". Por lo general, un curso electivo no es un curso obligatorio, pero hay una cierta cantidad de materias optativas no específicas que se requieren para ciertas especialidades.

## Tipos de cursos
Los cursos se componen de sesiones individuales, generalmente en un horario semanal fijo.
Hay diferentes formatos de curso en universidades:
- el curso de conferencias, donde el instructor da conferencias con una interacción mínima;
- el seminario, donde los estudiantes preparan y presentan su trabajo escrito original para discusión y crítica;
- el coloquio o curso de lectura, donde el instructor asigna lecturas para cada sesión que luego son discutidas por los miembros;
- el curso tutorial, donde uno o un pequeño número de estudiantes trabajan en un tema y se reúnen con el instructor semanalmente para su discusión y orientación.
- el curso de Estudio Individual Dirigido, donde un estudiante solicita crear y titular un área de estudio para sí misma que sea más concentrada y profunda que un curso estándar. Está dirigido por un miembro de la facultad titular y aprobado por un jefe de departamento o posiblemente el decano dentro de esa universidad específica;
- el curso de laboratorio, donde la mayoría del trabajo se lleva a cabo en un laboratorio.

Muchos cursos combinan estos formatos. Los cursos de conferencias a menudo incluyen secciones de discusión semanales con grupos más pequeños de estudiantes dirigidos por el instructor principal, otro instructor o asistente de enseñanza. Los cursos de laboratorio a menudo combinan conferencias, secciones de discusión y sesiones de laboratorio.
Se espera que los estudiantes realicen varios tipos de trabajo para un curso:
- Asistir a las sesiones del curso
- Leer y estudiar las lecturas del curso asignadas en el programa del curso.
- Discutir material que han leído.
- Escribir artículos cortos y largos basados en la lectura asignada y su propia investigación de la biblioteca.
- Completar tareas o conjuntos de problemas.
- Completar ejercicios de laboratorio.
- Tomar cuestionarios y exámenes.

El trabajo exacto requerido depende de la disciplina, el curso y el instructor en particular. A diferencia de la mayoría de los cursos universitarios europeos, los grados generalmente se determinan por todos estos tipos de trabajo, no solo el examen final.

## Cursos requeridos y opcionales
Un curso electivo es elegido por un estudiante de una cantidad de asignaturas optativas o cursos en un plan de estudios, a diferencia de un curso requerido que el estudiante debe tomar. Si bien los cursos requeridos (a veces llamados "cursos básicos" o "cursos de educación general") se consideran esenciales para un título académico, los cursos electivos tienden a ser más especializados. Los cursos electivos generalmente tienen menos estudiantes que los cursos requeridos.
El término electivo también se utiliza para un período de estudio médico llevado a cabo fuera de la escuela de medicina del hogar del estudiante, a menudo en el extranjero. Las motivaciones para elegir dicho programa incluyen el deseo de experimentar otras culturas y aprender cómo trabajar en situaciones clínicas en otros países.
Por lo general, las universidades de América del Norte requieren que los estudiantes logren la amplitud de conocimientos en todas las disciplinas y la profundidad del conocimiento en un área específica elegida, conocida como especialidad. Por lo tanto, los estudiantes de Artes o Humanidades deben tomar algunos cursos de ciencias, y viceversa. Normalmente, los estudiantes son libres de elegir sus materias optativas particulares de entre una amplia gama de cursos ofrecidos por su universidad, siempre y cuando los estudiantes posean los conocimientos previos necesarios para comprender la materia que se enseña. Una especialización en inglés, por ejemplo, también podría estudiar uno o dos años de química, biología o física, así como matemáticas y un idioma extranjero.
Los cursos electivos también se ofrecen en el tercer y cuarto año de la universidad, aunque la elección es más restrictiva y dependerá de la especialización que el alumno haya elegido. Por ejemplo, en la Universidad de Columbia Británica, los estudiantes que tengan la intención de especializarse en sánscrito como parte de una especialización en lengua y cultura asiáticas generalmente deberán completar varios cursos de sánscrito e indostán o punjabi durante los primeros dos años de universidad, así como también cursos en otros idiomas de la India en el tercer y cuarto año de estudio. Además de estos cursos requeridos, sin embargo, los estudiantes elegirían entre varios cursos electivos de tercer y cuarto año sobre temas no relacionados directamente con la India, como la historia y la cultura de China, Japón o Indonesia.

## Sistema de enumeración de asignaturas
Las asignaturas pueden ser también la subdivisión de disciplinas científicas en varias partes, debido a la amplitud de las disciplinas no pueden ser abarcadas en un período académico, en estos casos las asignaturas toman el nombre de la disciplina, añadiéndole una enumeración en números romanos I, II, III (por ejemplo Cálculo I, Cálculo II, etc). O también con extensiones numéricas, las cuales hacen referencia a la carrera a la que pertenecen, con enumeraciones como 101, 102, 201, 202, etc. Suele llevarse luego en orden ascendente o por niveles, en uno o varios periodos académicos.
En los Estados Unidos, la mayoría de las universidades implementan un sistema de numeración de cursos donde cada curso se identifica con el nombre del mayor (o una abreviatura del mismo) seguido de un número de 3 o 4 dígitos (por ejemplo: CS 123). Este sistema común de numeración fue diseñado para facilitar la transferencia entre universidades. En teoría, cualquier curso numerado en una institución académica debería llevar a un estudiante al mismo nivel que un curso similar numerado en otras instituciones..
El primer dígito del número del curso está relacionado con su nivel, o dificultad relativa, del curso, y puede corresponder aproximadamente al año de estudio en el que es probable que se tome el curso. Es común que el segundo dígito represente el subcampo en el departamento dentro del cual se ofrece el curso; por ejemplo, en un departamento de Física, todos los cursos numerados PHYS 47xx pueden tratar sobre magnetismo, mientras que todos los cursos de PHYS 48xx pueden ser sobre óptica. La atribución de los dígitos tercero y cuarto está menos estandarizada, pero en general, las secuencias de cursos relacionados tienden a tener números de curso consecutivos, con espacios entre dichas secuencias para señalar diferentes conjuntos de cursos.
El número de curso 101 se utiliza a menudo para un curso introductorio a nivel de principiante en el área temática de un departamento.